# Peter Almásy
Peter Almásy (* 11. Februar 1961 in Poprad) ist ein ehemaliger slowakisch-französischer Eishockeyspieler und heutiger -trainer. 

## Karriere
Peter Almásy begann seine Karriere als Eishockeyspieler bei den Springfield Indians, für die er in der Saison 1981/82 insgesamt zehn Mal in der American Hockey League spielte. Den Großteil der Spielzeit verbrachte er jedoch bei den Baltimore Skipjacks in der Atlantic Coast Hockey League. Nachdem er in der folgenden Saison für die St. Catharines Saints in der AHL aktiv war, spielte der Angreifer drei Jahre lang kein Eishockey mehr. Im Sommer 1986 wechselte Almásy in die französische Ligue Magnus, wo er für den HC Gap spielte. Nach nur einer Saison pausierte er für eine weitere Spielzeit mit dem Vereinshockey, ehe Almásy 1988 einen Vertrag bei den Français Volants erhielt. Gleich in seiner ersten Saison bei den Volants wurde er mit seiner Mannschaft Französischer Meister. Nach einem weiteren Jahr verließ Almásy die Volants wieder und schloss sich für zwei Spielzeiten dem HC Briançon an. Von 1992 bis 1996 stand Almásy beim Nice Hockey Club unter Vertrag, mit dem er zunächst zwei Jahre in der drittklassigen Division 2, dann ebenfalls zwei Jahre in der zweitklassigen Division 1 spielte. Anschließend beendete er seine Karriere als Eishockeyprofi, stand jedoch noch je in einem Spiel in der Saison 1997/98 für Rouen Hockey Élite 76 in der Ligue Magnus und in der Saison 2004/05 in der Division 2 für Nice Hockey Côte d’Azur auf dem Eis. 
In der Saison 2002/03 war Almásy erstmals als Trainer aktiv, als er die U22-Junioren von Viry-Châtillon Essonne Hockey betreute. Von 2003 bis 2008 stand er als Cheftrainer bei seinem Ex-Klub aus Nice in der Division 3 und der Division 2 hinter der Bande. In der Saison 2008/09 war er Hauptverantwortlicher bei den U20-Junioren seines ehemaligen Vereins aus Rouen, für die er von 2009 bis 2011 als Assistenztrainer aktiv war.

### International
Für Frankreich nahm Almásy an den B-Weltmeisterschaften 1987, 1990 und 1991 sowie den A-Weltmeisterschaften 1992 und 1993. Zudem stand er im Aufgebot seines Landes bei den Olympischen Winterspielen 1988 in Calgary und 1992 in Albertville, wobei er bei den Winterspielen 1988 ohne Einsatz blieb.

## Erfolge und Auszeichnungen
- 1987 B-All-Star Team der Ligue Magnus
- 1989 Französischer Meister mit den Français Volants
- 1992 Trophée Raymond Dewas (gemeinsam mit Claude Verret)
- 2021 Aufnahme in den Temple de la renommée du hockey français